# Эль-Тромпильо
Аэропорт Эль-Тромпильо (исп. Aeropuerto El Trompillo; ИАТА: SRZ, ИКАО: SLET) — аэропорт, который обслуживал боливийский город Санта-Крус-де-ла-Сьерра. У компании Aerocon был головной офис в ангаре под номером 93.
Среди самолётов, которые пользовались аэропортом, в основном лёгкий тренировочный авиатранспорт, либо военный авиатранспорт. Среди военных самолётов, присутствовали Boeing 727-200, BAe 146-200 и Xian MA60, а среди гражданских авиакомпаний — BAe 146-200 у компании EcoJet и Cessna 152, 172, 206 и 210 у авиационных школ либо у воздушных такси.

## История
Аэропорт был создан в 1920 году. На то время, у него была взлётная полоса длиной 800 м, которая позже была расширена до 2 787 м. Аэропорт назвали в честь капитана Орасио Васкеса — пилота, который погиб при полёте из Аргентины в Ла-Пас. Тем не менее, аэропорт располагался в районе Эль-Тромпильо, и быстро подхватил его имя. 
В 1970-х годах появилась нужда в расширении аэропорта, но фактор того, что аэропорт окружен жилыми домами, делал расширение невозможным. Началось строительство нового аэропорта, позже получившего название Виру-Виру. Тем не менее, планы построить новый аэропорт были ещё в 1965 году.
Первые 65 лет, он был единственным аэропортом в городе, пока в 1983 году не открылся аэропорт Виру-Виру. С тех пор, в Эль-Тромпильо садились и из него улетали лишь внутренние рейсы, а также рейсы, перевозившие студентов из ВВС Боливии.
Первыми авиакомпаниями, которые пользовались аэропортом, стали Lloyd Aéreo Boliviano (известная как LAB) и Panagra. Было зарегистрировано около 70 взлётов и посадок самолётов ВВС, мелких и больших авиакомпаний. С 1980 по 1985, количество зарегистрированных самолётов увеличилось из-за борьбы с перевозкой наркотиков. Сам аэропорт потерял статус международного, в пользу аэропорта Виру-Виру.
3 июня 2014 года, аэропорт снова получил статус международного, и Санта-Крус-де-ла-Сьерра стал единственным городом в Боливии с двумя международными аэропортами. Аэропорт служил поддержкой аэропорту Виру-Виру, когда последний был сильно загружен.
На 2019 год, аэропорт больше не оперирует коммерческими пассажирскими рейсами, с того момента, как национальный перевозчик Transporte Aéreo Militar прекратил работу.

## Инциденты
- 29 июля 1961 года, Lockheed Constellation с регистрационным номером N2520B, принадлежащий Lloyd Aéreo Boliviano и прилетевший из Майами, был перехвачен ВВС Боливии после взлёта из аэропорта Эль-Тромпильо. Самолёт пытался скрыться, но был вынужден вернуться в аэропорт после погони, в результате которой погиб пилот ВВС Альберто Передо Сеспедес, чей Mustang PF-51 потерпел крушение. Четыре человека на Lockheed Constellation были арестованы и осуждены за контрабанду и убийство. Позже, они были выпущены под залог, и уехали из Боливии. Сам самолёт остался в Боливии. В рекламных целях его использовали авиакомпания Aerosur и корпорация PepsiCo. На испанском инцидент известен как «Инцидент с пиратским самолётом»[3].